# CUNEBASE
CUNEBASE（キューンベイス）は日本の音楽グループ。2016年に結成されたエレクトロポップバンド。

## 基本情報
出身地
日本 東京都
ジャンル
エレクトロポップ、ニューウェーブ、ファンク
活動期間
2016年 -
メンバー
- daidaikimidori（ダイダイキミドリ）（ドラムス、プログラミング）
- kei（シンセ、ボーカル）
- Kenichi Mizuno（エレクトリックギター）

## 概要
結成は2016年、daidaikimidori（ダイダイキミドリ）が、エレクトロポップのイベント「 ピコッタムジークin行徳」にDJとして出演したことがきっかけ。
基本的にYMOファンでセグメントされたコミュニティ/イベントに出演している。YMOとその周辺アーティストのカバー、リミックスの演奏が中心だが、カバーも原曲から逸脱したアレンジが多く、「YMOワールドツアーを完全に再現！」というコピーバンドではない。バンドのスタイルはバックトラックを流しながら生ドラム、ベース、シンセ、ボーカルを重ねる同期系。基本的に全てのベーストラックはdaidaikimidori（ダイダイキミドリ）により制作され、他メンバーがトップライン（メロディ）を提供したり、ライブでのソロパートを担当する。近年、オリジナル曲の比重が増す傾向にある。

## バンド名の由来
daidaikimidori（ダイダイキミドリ）がDAW「Steinberg Cubase」を使用していることと、ファッションブランド「CUNE」のファンであることから。

## メンバー
daidaikimidori（ダイダイキミドリ）（ドラムス、プログラミング）
小学校でYMO、中学でニューウェーブ、高校でヒップホップ・エレクトロに出会う。90年代初頭から地元（当時）・町田でDJイベントを始め、ヒップホップ・ハウス・ドラムンベースなど、当時盛んだったクラブミュージックに傾倒。当時はAKAI MPC2000などでサンプリングベースの楽曲制作をしていたが、40歳からドラムを習い始め、バンド結成に至る。CUNEBASEと別に、指定アーティストの音源縛りでダンストラックを作る遊び、「サンプリングスポーツ」を主宰。
kei（シンセ、ボーカル）
5歳よりピアノを始める。教則本でのレッスンよりも、ドラマ主題歌を自分なりにアレンジして弾くことに楽しみを覚える。ボーカル、シンセ、楽曲製作全てがCUNEBASEが初めての活動となる。作詞する上で阿久悠と小室哲哉を特別な存在として崇めている。ライブではMCも担当。
Kenichi Mizuno （エレクトリックギター）
15歳の頃、Mr.Childrenの曲のアコースティックギターの音に惹かれ、ギターを始める。高校時代にはバンド活動も始め、エレキギターを弾き始める。10代後半、FUJI ROCK FESTIVALのビデオでBLANKEY JET CITYを見て衝撃を受ける。以来、ロックンロール、パンクに取り憑かれ、ギタースタイルにも大きく影響を受けた。2004年からFUJI ROCK FESTIVALに毎年参加し、様々なジャンルの音楽を聴くようになるが、基本的にはロックンロールを好んで聴く。影響を受けたギタリストは、Jimi Hendrix、John Frusciante、Jack White、Tom Morello、Keith Richards、浅井健一、菊地英昭、イマイアキノブ etc.

## 出演
- 2016年4月「ピコッタムジークin行徳（PUNCH CLOUD）
- 2016年7月「ピコッタムジークin葛西（ゴローズキャフェ）
- 2016年9月「YMOフリークス」（瑞江HOTコロッケ）
- 2016年10月「行徳ハロウィンパレード（山車の上での演奏）
- 2016年12月「night of YMO」（新宿スモーキンブギ）
- 2016年12月「Yellow Magic Night」（千葉LOOM LOUNGE）
- 2017年2月「御座敷テクノ」（三軒茶屋梅ちゃんバー）
- 2019年4月「Yellow Magic Night」（千葉LOOM LOUNGE）
- 2019年6月「ハードヲフ（横浜BRAVE BAR）
- 2019年9月「テクノ丼」（瑞江HOTコロッケ）

### サイト等
- CUNEBASE facebookページ https://www.facebook.compg/cunebase/
- CUNEBASE soundcloudページ https://soundcloud.com/cunebase303

### ライブ映像・音源
- 2016年4月「ピコッタムジークin行徳（PUNCH CLOUD）
- 2016年9月「YMOフリークス」（瑞江HOTコロッケ）
- youtube 2016年12月「Yellow Magic Night」（千葉LOOM LOUNGE）
- youtube 2019年4月「Yellow Magic Night」（千葉LOOM LOUNGE）
- youtube 2019年6月「ハードヲフ（横浜BRAVE BAR）